# Francesco Apolloni
Francesco Apolloni (Roma, 15 gennaio 1976) è uno sceneggiatore, regista e attore italiano.

## Biografia
Diplomato all'Accademia d'arte drammatica "Silvio D'Amico", continua la sua formazione frequentando workshop diretti da Michael Margotta e Bernard Hiller e partecipando ai corsi dell'Actors Studio di Los Angeles.
I suoi testi affrontano temi contemporanei come la politica (Risiko)  il terrorismo (Angelo e Beatrice)  e in alcuni casi fatti di cronaca  come il caso Pietro Maso (Animali a sangue freddo) o l'assassinio della povera Saman. Si è anche dedicato alla scrittura di commedie come Addio al nubilato e La verità, vi prego, sull'amore, che sono diventati film con la sua stessa regia. 
Come regista di teatro e cinema ha fatto debuttare debuttare attori come: Raoul Bova, Claudia Gerini, Gabriella Pession, Pier Francesco Favino, Mauro Meconi, Mimosa Campironi la cantante Enula e tanti altri attori.  Tra i suoi film, Fate come noi è stato vincitore di un Globo D'Oro e premiato al Festival di Giffoni. 
Come regista realizza anche campagne sociali contro la droga e a favore della ricerca per la lotta contro il cancro. 
Ha scritto e pubblicato romanzi, come Passo e Chiudo (edito da Minimun Fax) e Perso a Los Angeles (edito da Albatros), ha realizzato inoltre documentari e cortometraggi. Il suo documentario Un sueno a Mitad, storia di 3 architetti che a Cuba, subito dopo la rivoluzione hanno costruito le scuola d'arte dell'Havana, è stato insignito del Premio del Presidente della Repubblica e candidato ai Globi d'oro.
Come attore ha recitato in Scusa ma ti chiamo amore e Scusa ma ti voglio sposare di Federico Moccia.
È stato protagonista dei film Malati di sesso e ha recitato in Ovunque tu sarai, di cui è anche sceneggiatore. Partecipa ai film Third Person, Per sfortuna che ci sei e Tutta colpa di Freud. In TV ha preso parte a Rino Gaetano - Ma il cielo è sempre più blu.
Per circa 15 anni ha collaborato con la comunità di Sanpatrignano realizzando il format teatrale Ragazzi per male, uno spettacolo mirato alla prevenzione dalle droghe. Ha fondato una piattaforma di formazione on line,  Startalenti, che ha l'intento di formare attori, registi e scrittori.   
Ha collaborato con Il Sole 24 Ore, Il Messaggero, Il Tempo e RomaItaliaLab, ed è stato direttore artistico del Terminillo Film Festival.

## Pubblicazioni
- Passo e chiudo. Diario di un giovane violento, Minimum Fax, 1997, ISBN 8886568258.
- Angelo e Beatrice, Edizioni Alta Marea 1995.
- La verità, vi prego, sull'amore, Minimum Fax, 1998.
- Fate come noi - Racconti e scritture per un film, Donzelli Editore, 2004, ISBN 887989871X.
- Perso a Los Angeles, Gruppo Albatros Il Filo, 2018, ISBN 8856790483.
- L'Apolloneide, ( Racconta di opere teatrali) Gruppo Albatros 2020

## Filmografia

### Regista

#### Cortometraggi
- Leonard Street (1998)
- Note bianche (2004)
- 6 Minuti per farla innamorare (2024)

#### Documentari
- Di me cosa ne sai, co-regia con Giulio Manfredonia e Valerio Jalongo (2009)
- Un sueño a mitad (2011)
- Un regista a NY

#### Lungometraggi
- La verità vi prego sull'amore (2001)
- Fate come noi  (2004)
- Addio al nubilato (2021)
- Addio al nubilato 2 - L'isola che non c'è (2023)

Serie Tv
- L'appartamento sold out, co-regia con Giulio Manfredonia (2025)

### Sceneggiatore

#### Cortometraggi
- Leonard Street, regia di Francesco Apolloni (1988)
- Note bianche, regia di Francesco Apolloni (2004)
- 6 Minuti per farla innamorare (2024)

#### Lungometraggi
- La verità vi prego sull'amore, regia di Francesco Apolloni (2001)
- Fate come noi, regia di Francesco Apolloni (2004)
- Un sueño a mitad, regia di Francesco Apolloni – documentario (2011)
- Ovunque tu sarai, regia di Roberto Capucci (2016)
- Malati di sesso, regia di Claudio Cicconetti (2018)
- Addio al nubilato, regia di Francesco Apolloni (2021)
- Addio al nubilato 2 - L'isola che non c'è, regia di Francesco Apolloni (2023)

#### Televisione
- Distretto di Polizia – serie TV (2000)
- L'appartamento sold out Serie Tv 8X 30 (2025)

### Attore

#### Cinema
- Il tuffo, regia di Massimo Martella (1993)
- La caccia, il cacciatore, la preda, regia di Andrea Marzani (1995)
- Terra di mezzo, regia di Matteo Garrone (1996)
- Laura non c'è, regia di Antonio Bonifacio (1998)
- Pazzo d'amore, regia di Luciano Caldore e Mariano Laurenti (1999)
- Una vita non violenta, regia di David Emmer (1999)
- Estate romana, regia di Matteo Garrone (2000)
- Un altr'anno e poi cresco, regia di Federico Di Cicilia (2001)
- La verità vi prego sull'amore, regia di Francesco Apolloni (2001)
- Altromondo, regia di Fabio Massimo Lozzi (2008)
- Scusa ma ti chiamo amore, regia di Federico Moccia (2008)
- Cartoline da Roma, regia di Giulio Base (2008)
- Angelo azzurro reloaded, regia di Serafino Murri, episodio di Feisbum! Il film (2009)
- Scusa ma ti voglio sposare, regia di Federico Moccia (2010)
- I sogni delle ragazze, regia Mirca Viola (2012)
- Stai lontana da me, regia di Alessio Maria Federici (2013)
- Third Person, regia di Paul Haggis (2013)
- Punto di vista, regia di Matteo Petrelli (2015)
- Numero 10, regia di Patrizio Trecca
- Ovunque tu sarai, regia di Roberto Capucci  (2017)
- Malati di sesso, regia di Claudio Cicconetti (2018)
- Roam Rome Mein, regia di Tannishtha Chatterjee (2019)
- Nel bagno delle donne, regia di Marco Castaldi  (2020)
- Addio al nubilato, regia di Francesco Apolloni (2021) – cameo
- La vera storia di Lisa Bonfanti, regia di Franco Angeli (2022)
- Addio al nubilato 2 - L'isola che non c'è,  regia Francesco Apolloni (2023) - cameo

#### Televisione
- Classe di ferro – serie TV (1989)
- Turbo – serie TV (1999)
- Rino Gaetano - Ma il cielo è sempre più blu, regia di Marco Turco – miniserie TV (2007)
- Amiche mie – serie TV (2008)
- Don Matteo – serie TV, episodio 6x20 (2008)
- L'Appartamento sold out ( 2025)

## Riconoscimenti
- 1994 – Premio Fondi La Pastora
  - Animali a sangue freddo
- 1994 – Premio IDI Under 30
  - Segnalazione per Angelo e Beatrice
- 1998 – Premio Lazio Giovani Protagonisti 
  - La verità vi prego sull'amore
- 1998 – Premio Sacher
  - Sacher d'oro per il miglior attore (Leonard Street)
  - Sacher d'oro per la miglior attrice (Leonard Street)
- 2001 – Premio N.I.C.E. Festival
  - Migliore opera prima (La verità vi prego sull'amore)
- 2001 – Vieste Filmfestival
  - Premio Storie di cinema 2001 (La verità vi prego sull'amore)
- 2001 – Premio Fregene per Fellini
  - Migliore regia (La verità vi prego sull'amore).
- 2002 – Giffoni Film Festival
  - Riconoscimento del direttore artistico nella sezione La finestra sul cortile (Fate come noi)[1]
- 2003 – Globo d'oro (Fate come noi)
- 2003 – Festival du film Itlien di Ajaccio
  - Prix du Jury Lycèen (Fate come noi)
  - 2004 Miglior film al Salerno film festival (Fate come noi)
- 2007 – RIFF Cinema
  - Premio migliore sceneggiatura (Passo e chiudo)
- 2014 – Premio Internazionale Guerriero di Capestrano
  - Per il contributo al teatro italiano
- 2015 – Festival Nazionale di Nettuno
  - Premio miglior attore protagonista
  - 2017 Giffoni Experience Award to Francesco Apolloni
  - 2018 Salerno film Festival (Premio per l'interpretazione in Malati di Sesso)
  - 2019 Lazio International per la sceneggiatura Addio al nubilato
  - 2025 Festival di Venezia Premio Nuovo Imaie